# 锡贡斯
锡贡斯（法語：Sigonce，法語發音：[siɡɔ̃s]）是法国上普罗旺斯阿尔卑斯省的一个市镇，属于福卡尔基耶区。

## 地理
锡贡斯（43°59'49"N, 5°50'25"E）面积19.97 平方千米，位于法国普罗旺斯-阿尔卑斯-蓝色海岸大区上普罗旺斯阿尔卑斯省，该省份为法国东南部内陆省份，北起上阿尔卑斯省，西接沃克吕兹省，西北接德龙省，南至瓦尔省，东临滨海阿尔卑斯省，东北部与意大利接壤。
与锡贡斯接壤的市镇（或旧市镇、城区）包括：丰蒂耶讷、福卡尔基耶、加纳戈比、吕尔、蒙洛、佩吕、皮埃尔吕、勒韦斯圣马尔坦。

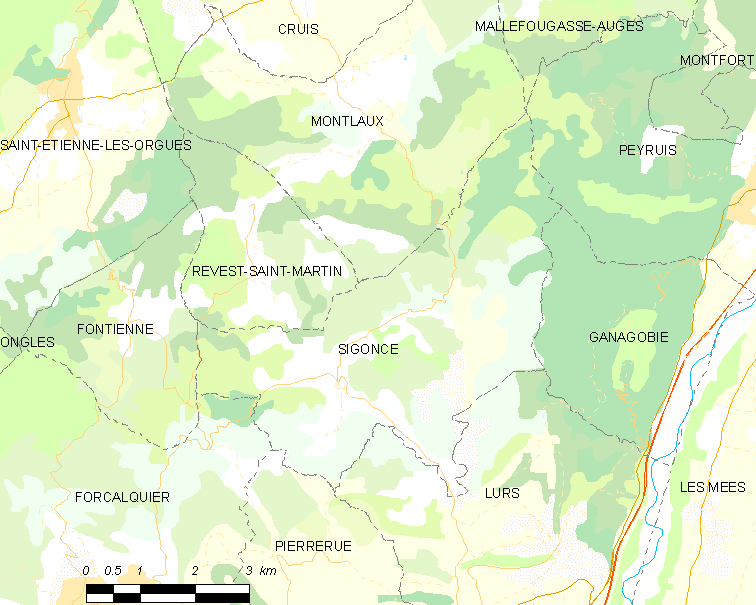
锡贡斯的OSM定位图

锡贡斯的时区为UTC+01:00、UTC+02:00（夏令时）。

## 行政
锡贡斯的邮政编码为04300，INSEE市镇编码为04206。

## 政治
锡贡斯所属的省级选区为福卡尔基耶县。

## 人口

1962-2008年间锡贡斯人口变化图示

锡贡斯于2022年1月1日时的人口数量为421人。